# Amir Hassanpour

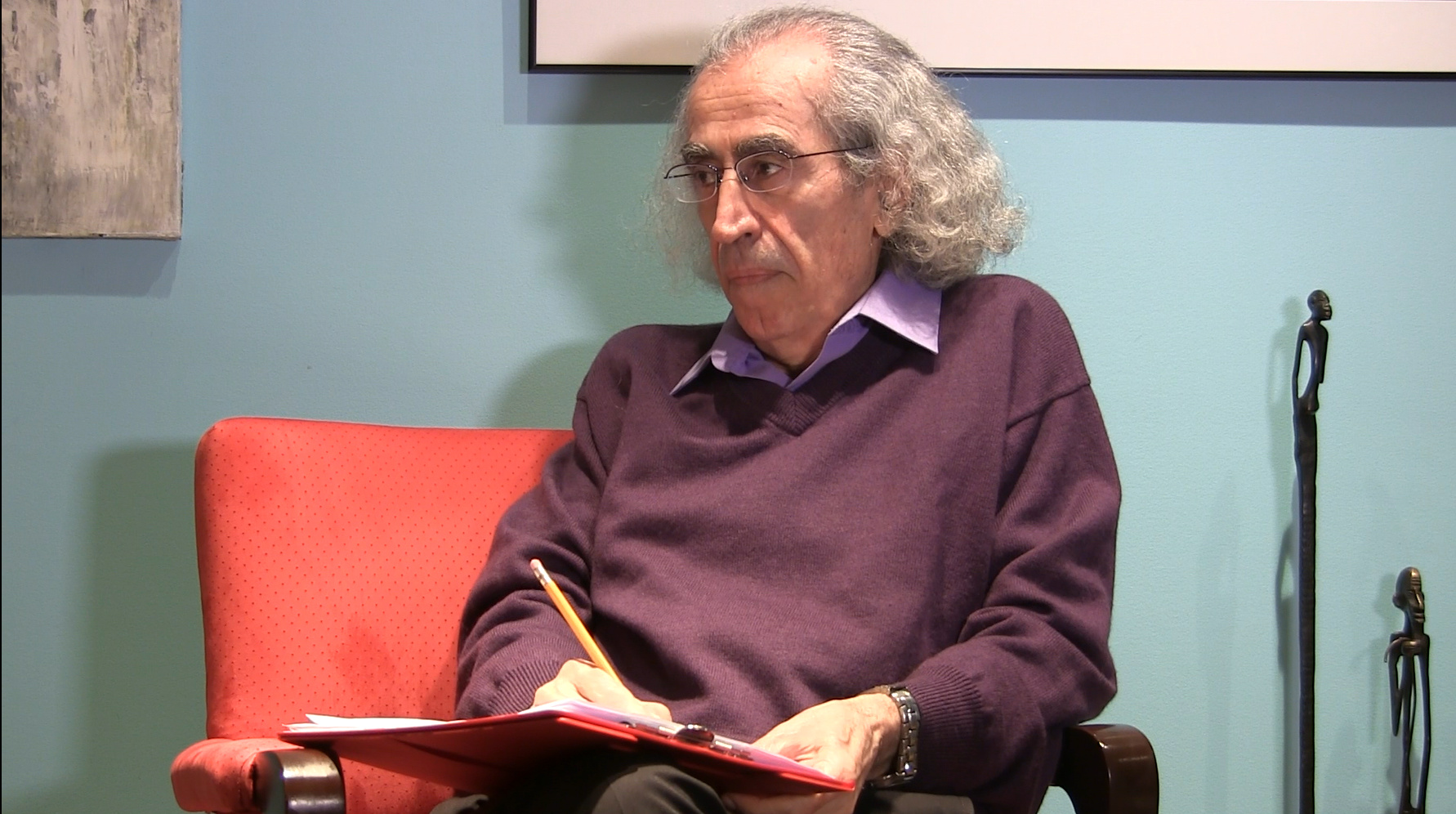
Amir Hassanpour

Amir Hassanpour (10. August 1943 in Mahabad, Iran – 24. Juni 2017 in Toronto; persisch امین حسن‌پور, kurdisch ئه‌میر حه‌سه‌نپوور) war ein kurdischer Kulturwissenschaftler. Er erlangte seinen Bachelorabschluss im Fach Englische Sprache 1964 an der Universität Teheran. Er selbst unterrichtete von 1965 bis 1966 an Schulen in Mahabad.
1968 begann er mit dem Studium der Linguistik in Teheran und erhielt 1970 seinen Master. 1972 beendete er seine Doktorarbeit. Später ging er an die Universität von Illinois in den USA und studierte das Fach Kommunikation. 1989 erhielt er seinen Ph.D. in den Fächern Soziolinguistik und Gegenwärtige Geschichte des Nahen Ostens. Seine Doktorarbeit behandelte die Vereinheitlichung der kurdischen Sprache von 1918 bis 1985 ("The language factor in national development: The standardization of the Kurdish language, 1918–1985").
Seit 1986 lebte er in Kanada, wo er an verschiedenen Universitäten lehrte. Zuletzt war er als Dozent der Fakultät für Zivilisationen des Nahen und Mittleren Ostens an der Universität Toronto tätig. Seine Schwerpunkte waren die Einflüsse von Medien, Konflikten und Demokratie auf Nationalismus, ethnische Konflikte, Genozid und soziale Bewegungen.
Amir Hassanpour war mit Shahrzad Mojab, der Direktorin des Women and Gender Studies Institute der University of Toronto, verheiratet.

## Schriften (Auswahl)
- Nationalism and Language in Kurdistan, 1918–1985. Mellen Research University Press, San Francisco CA 1992, ISBN 0-7734-9816-8.
- Witûwêjêk sebaret be zimanewanî w edebî Kurdewarî. In: Gzing. The Cultural-Literary Kurdish Magazine. Nr. 1, November 1993, ISSN 1104-3474, S. 6–10, (Ein Interview über Linguistik und kurdische Literatur.).
- The Nationalist Movements in Azarbaijan and Kurdistan, 1941–1946. In: John Foran (Hrsg.): A Century of Revolution. Social Movements in Iran (= Social Movements, Protest, and Contention. 2). University of Minnesota Press, Minneapolis MN 1994, ISBN 0-8166-2487-9, S. 78–105.
- The Creation of Kurdish Media Culture in Kurdish Culture and Identity. In: Philip G. Kreyenbroek, Christine Allison (Hrsg.): Kurdish Culture and Identity. Zed Books u. a., London u. a. 1996, ISBN 1-85649-329-6, S. 48–84.
- The Politics of A-political Linguistics: Linguists and Linguicide. In: Robert Phillipson (Hrsg.): Rights to Language. Equity, Power, and Education. Celebrating the 60th Birthday of Tove Skutnabb-Kangas. Erlbaum Associates, Mahwah, NJ u. a. 2000, ISBN 0-8058-3346-3, S. 33–39.
- The Making of Kurdish Identity: Pre-20th Century Historical and Literary Discourses. In: Abbas Vali (Hrsg.): Essays on the Origins of Kurdish Nationalism. (= Kurdish Studies Series. Nr. 4). Mazda Publishers, Costa Mesa CA 2003, ISBN 1-568-59142-X, S. 106–162.